# SEAT León IV
El SEAT León IV es un automóvil de turismo del segmento C producido por el fabricante español SEAT, esta cuarta generación específicamente desde el año 2020.

## Historia
El nuevo SEAT León 2020 es presentado a prensa el día 28 de enero de 2020 en Martorell, Barcelona. Y comercializado unos meses después.  
Está desarrollado sobre la plataforma MQB Evo del grupo Volkswagen, con una arquitectura optimizada que mejora el espacio interior, ya que con respecto a la anterior generación la carrocería creció a lo largo 86 mm en el 5 puertas y 93 mm en la carrocería SportsTourer. Sobre esta misma plataforma MQB se monta el Volkswagen Golf VIII y el Audi A3 8Y. SEAT invirtió cerca de 1,1 millones de euros en el desarrollo y terminado de esta nueva generación.
La producción de la cuarta generación del León se llevó a cabo a partir de enero de 2020 en la fábrica española de SEAT en Martorell. Comenzó a estar disponible para ordenar a finales de marzo de 2020, y llegó a los concesionarios en abril de 2020.
Su diseño tiene rasgos presentados por primera vez en el SEAT Tarraco y el Cupra Formentor.
En marzo de 2021 fue lanzado oficialmente en México, el segundo mercado más importante para SEAT. Ofreciéndose inicialmente con el motor 1.4T de la generación pasada, pero ahora con una caja tiptronic de 8 velocidades, únicamente en versiones Style y FR. Dicho lanzamiento coincidió con el 20 aniversario de la presencia de la marca española en México.

## Dimensiones
Igual que en el Golf y en el A3 ya está ausente una versión a tres puertas. La batalla en comparación con el modelo anterior, el SEAT León III, creció unos 50 milímetros hasta casi los 2,69 metros. El cinco puertas tiene una longitud total de 4,37 metros; el también disponible modelo familiar, el Sportstourer, mide 4,64 metros. El volumen del maletero del cinco puertas se queda con los mismos 380 litros de capacidad y el familiar con un poco más que el modelo anterior, con un total de 620 litros.

## Seguridad
A finales de 2020 la Euro NCAP probó la seguridad vehicular del León. El auto obtuvo cinco de cinco estrellas posibles.
| Ocupantes adultos:         | 92 % |
| Ocupantes infantiles:      | 88 % |
| Peatones:                  | 71 % |
| Asistencia a la seguridad: | 80 % |

## Tecnología

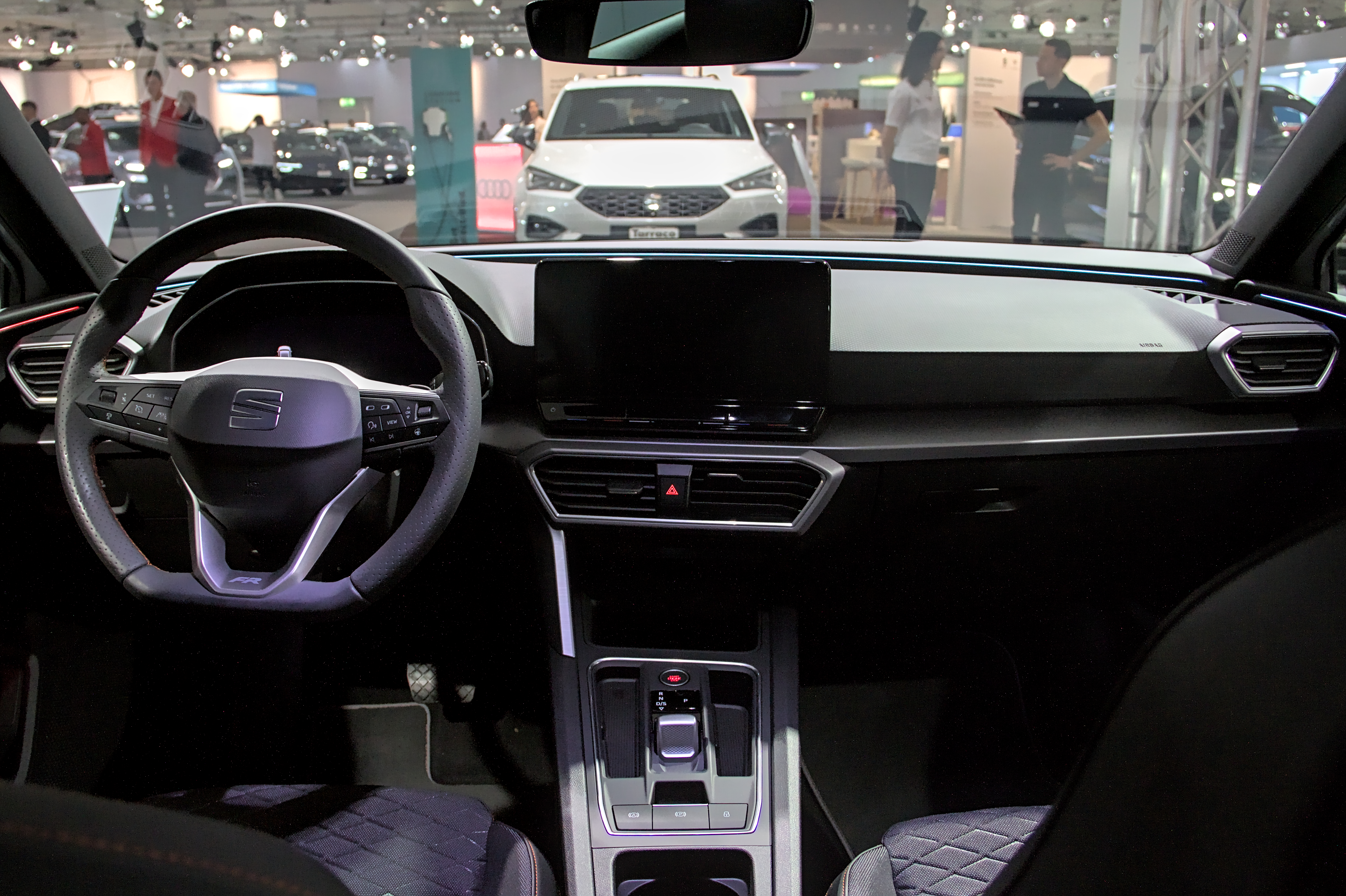
Interior del León IV.

El sistema de medios digitales utiliza como equipamiento una pantalla táctil de 8,25 o de 10 pulgadas. Usa a su favor un control de gestos con casi ningún botón físico. Además el vehículo permite ser controlado con comandos por voz. Este se activa diciendo dos veces la palabra "Hola". Para el conductor está disponible un display digital de 10,25 pulgadas. También existe la posibilidad de abrir el auto por medio del móvil. Los procedimientos de servicio se pueden llevar a cabo por actualizaciones de software "over the air", de igual forma el auto no necesita conectarse a un aparato para diagnóstico.

## Acabados / Versiones
Los acabados son los habituales que ofrece la marca (Reference, Style, Xcellence y FR)

## CUPRA León
A partir de la quinta generación del León, SEAT ya no comercializa la versión SEAT León CUPRA, ya que CUPRA en 2018 se convierte en la segunda marca de SEAT, enfocada a modelos más deportivos. Por lo que se crea el León también bajo la marca CUPRA presentado a prensa en febrero de 2020, también en ambas carrocerías.
Como variantes de trenes motrices hay para eligir tres motores de combustión y dos Plug-In-Hybrid. Las dos versiones de 180 kW (245 PS) son las también incluidas en el igualmente equipado Golf GTI o el Golf GTE. El modelo más potente de 228 kW (310 PS) es exclusivo para el familiar y solo con la versión con tracción a las cuatro ruedas.
|               |
| Vista trasera |

|                        |
| Cupra León ST e-Hybrid |

|                      |
| Vista trasera del ST |

En 2024 se presenta una actualización del León, recibiendo el Cupra una reestilización que afecta más notoriamente al frontal y al logotipo trasera del portón, para así diferenciar el modelo de SEAT respecto al modelo de Cupra.
|                                  |
| Cupra León frontal rediseño 2024 |

|                                 |
| Vista trasera del rediseño 2024 |

|                                    |
| Vista trasera del ST rediseño 2024 |

## Motorizaciones
En cuanto a mecánicas estará disponible con un total de once motorizaciones de diferentes tipos. En gasolina los 1.0 TSI de (90 y 110 CV), los 1.5 TSI de (130 y 150 CV) y los 2.0 TSI de (190 CV), destacar que los 1.0 TSI de 110 CV y 1.5 TSI 150 CV incorporaran un sistema de microhibridación mHEV de 48 V. En el apartado diésel los 2.0 TDI de 115, 150 CV. También dispone de la mecánica GNC 1.5 TGI 130 CV y el eHybrid 1.4 TSI que combina un motor eléctrico de 13 kWh que rinde en total 204 CV.

### Prototipos
- Seat León Diana prototipo: Se desarrolla sobre la base del SEAT León de cuarta generación, el cual se le integra sistemas avanzados de asistencia a la Conducción (ADAS) entre los que su equipamiento incorpora 5 sensores lídar, 5 radares, 6 cámaras, 12 ultrasonidos y 8 computadoras que le otorgan una visión 360°, para que el modelo pueda tener una conducción autónoma.[13]

## Galería de imágenes
|               |
| Vista trasera |

|              |
| Seat León ST |

|               |
| Vista trasera |